# میشکینو (شهرستان اوچالینسکی، باشقیرستان)
میشکینو (انگلیسی: Mishkino, Uchalinsky District, Republic of Bashkortostan) یک شهرک در شهرستان اوچالینسکی استان باشقیرستان کشور روسیه است.